# 3月28日 (旧暦)
旧暦3月28日は旧暦3月の28日目である。六曜は赤口である。

## できごと
- 延暦23年（ユリウス暦804年5月11日） - 最澄と空海が遣唐使として入唐
- 延文元年/正平11年（ユリウス暦1356年4月29日） - 北朝が文和より延文に改元
- 慶長16年（グレゴリオ暦1611年5月10日） - 徳川家康が上洛し、豊臣秀頼を二条城に呼び出して会見。徳川と豊臣の主従関係が逆転
- 明治元年（グレゴリオ暦1868年4月20日） - 神仏判然令公布。神仏混淆を禁止し神社と寺を分離独立
- 明治2年（グレゴリオ暦1869年5月9日） - 明治天皇が京都から江戸城に入城。東京奠都

## 誕生日
- 延宝4年（グレゴリオ暦1676年5月10日） - 伏見宮邦永親王、伏見宮第14代当主（+ 1726年）

## 忌日
- 天和2年（グレゴリオ暦1682年5月5日） - 西山宗因、連歌師（* 1605年）
- 明治4年（グレゴリオ暦1871年5月17日） - 毛利敬親、長州藩主（* 1819年）